# Василиадис, Петрос
Пе́трос Василиади́с (род. 6 августа 1945 или 1945, Салоники, Греция; греч. Πέτρος Βασιλειάδης) — греческий библеист. Член Афинской академии (1979). 

## Биография
Родился 6 августа 1945 года в Салониках.
Изучал теологию и математику в Университете Аристотеля в Салониках. Последипломное образование в области библейской критики и библейской теологии получил в Королевском колледже Лондона и Гейдельбергском университете. Кроме того, учился в Афинском университете, где в 1977 году защитил докторскую диссертацию по теме «О гипотезе источника Q. Критическое рассмотрение нынешних литературных и теологических вопросов источника Q».
В 1974–1977 годах являлся ассистентом профессора Савваса Агуридиса в Богословской школе Афинского университета.
С 1982 года — преподаватель, с 1983 года — ассистент-профессор, с 1985 года — ассоциированный профессор, с 1989 года — профессор кафедры богословия Университета Аристотеля в Салониках.

## Научная деятельность
С 1986 года является соредактором греческой библейской серии «Герменевтика Нового Завета» и «Библейская библиотека», редактор экуменических серий «Экклесия — койнония — ойкумена» и серий Центра исследований экуменизма, миссиологии и окружающей среды имени митрополита Пантелеймона (Папагеоргиу), главный редактор по Восточной и Южной Европе проекта Южно-Флоридского университета «Международные исследования зарождения христианства и иудаизма» и редактор изданий первых томов «Большой православной христианской энциклопедии» (греч. Μεγάλη Ορθόδοξη Χριστιανική Εγκυκλοπαίδεια).
В 1977—1989 годах участвовал в подготовке перевода Нового Завета на современный греческий язык.

## Научные труды

### Монографии
- Η περί της Πηγής των Λογίων θεωρία, 1977.
- Σταυρός και Σωτηρία, 1983.
- Χάρις-Κοινωνία-Διακονία, 1985.
- Eucharist and Witness, 1998.
- LOGOI IESOU: Studies in Q, 1999.
- Μετανεωτερικότητα και Εκκλησία: Η Πρόκληση της Ορθοδοξίας, 2002.
- Τα Λόγια του Ιησού: Το αρχαιότερο Ευαγγέλιο, 2005.
- Lex orandi: Λειτουργική θεολογία και λειτουργική αναγέννηση, 2005.
- Παύλος: Τομές στη θεολογία του Α΄, 2004.
- Ενότητα και μαρτυρία: Ορθόδοξη χριστιανική μαρτυρία και διαθρησκειακός διάλογος. Εγχειρίδιο ιεραποστολής, 2007.

### Научная редакция
- Ορθόδοξη θεολογία και οικουμενικός διάλογος, 2004.
- Μνήμη Μητροπολίτου Παντελεήμονος Παπαγεωργίου, 2006.
- Orthodox Perspectives on Mission, 2013.
- Ορθόδοξη προσέγγιση για μια θεολογία των θρησκειών, 2014.

1. 1 2  Identifiants et Référentiels (фр.) — ABES, 2011.